# Jonas Stolt
Jonas Stolt, född den 3 oktober 1812 i Högsby församling, Kalmar län, död den 29 augusti 1883 i Högsby församling, var en svensk byskomakare och folklivsskildrare.

## Biografi
Stolt föddes på torpet Stenkullen i Basebo by, Högsby, som son till torparen Nils Jonsson och Anna Jansdotter. Vid tolv års ålder blev han skomakarlärling. Namnet Stolt erhöll han vid exercisen på Hultsfreds slätt år 1833. Han började skildra allmogens liv i Högsby från omkring år 1820, där den första nedteckningen beskriver hans första färd till Högsby kyrka år 1819. Han skildrade i detalj omgivningarna och deras förändringar, till exempel kyrkbyn, kyrkan, gårdar, hus och ägor, vilket inkluderade möblering, inventarier, kläder och husdjur. Även livet i form av gudstjänster, vigslar, begravningar och marknadsliv beskrevs. Det som gör Stenströms skildringar unika är att de fokuserar på allmogens och lokalsamhällets liv, istället för hans eget, och de anses som den bästa ögonvittnesskildringen av bondesamhället under det tidiga 1800-talet. Stolt spelade fiol och klarinett och nedtecknade folkvisor med noter.
Ett första manuskript av hans nedteckningar, Forntida minnen och tidsskiften, skrevs åren 1875–1878, vilket under åren 1879–1880 bearbetades för Nordiska museet. Det gavs ut av den danske kulturhistorikern Reinhold Mejborg år 1890, och i förkortad form av Artur Hazelius år 1892. Hans minnen har använts för såväl lokalhistoria, som internationell etnograﬁsk, ekonomhistorisk, musikvetenskaplig och annan forskning beträffande bondekulturen under 1800-talet.
Stolt gifte sig år 1835 med pigan Christina Nilsdotter (född 1816, död 1878). Paret fick nio barn, varav två dog i späd ålder.